# Munició perforadora

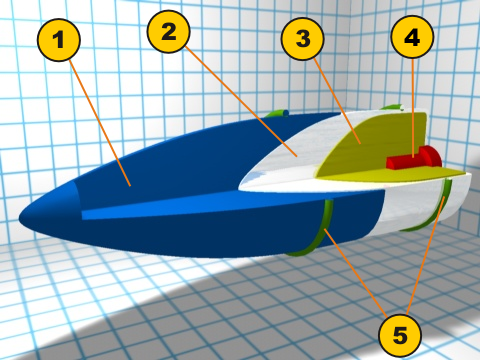
Armadura de la beina d'una APBC
1 Coberta balística de pes lleuger
2 Beina d'aliatge d'acer
3 Càrrega explosiva (TNT, Trinitrofenol, RDX, etc)
4 Detonant (configurat amb retard perquè exploti dins de l'objectiu)
5 Rodet (front) i banda de conducció (darrere)

La munició perforant ( en anglès armour-piercing  o perforador de blindatge) és un tipus de projectil dissenyat per penetrar la protecció blindada, que sovint inclou blindatge naval, blindatge antibales i blindatge de vehicles.
Ès un tipus de projectil de punta dura, habitualment per a artilleria i el grau de perforació de la qual es basa en la seva energia cinètica. És a dir, com més velocitat i calibre del projectil, més grau de perforació en el blindatge de l'objectiu.
Alguns projectils especials es fabricaven amb una punta més dura feta d'un aliatge de wolframi o urani empobrit entre d'altres; de vegades, també es combinaven amb un propel·lent que els atorgava més velocitat de sortida i per tant més poder de penetració en un impacte adequat.
Aquest tipus de projectil, per definició, no utilitza material explosiu però se li pot afegir a la seva ogiva passant a denominar-se AP HE, de l'anglès Armour Piercing High Explosive (perforador de blindatge altament explosiu).

## Penetració
En el context de l'armament, la penetració és la capacitat d'una arma o projectil de perforar o travessar un obstacle. Depèn de les propietats específiques de la bala, l'obstacle i l'angle d'impacte. La velocitat del projectil és particularment important, fins i tot en el cas de la mateixa energia cinètica.

## HEAT de càrrega buida

Animació d'una carcassa HEAT de RPG funcionant contra una armadura.

Els projectils antitanc d'alta explosió ( HEAT ) són un tipus de càrrega buida que s'utilitza per derrotar vehicles blindats. Són molt eficients a l'hora de derrotar blindatges d'acer simples, però menys contra blindatges compostos i reactius posteriors. L'efectivitat d'aquests projectils és independent de la velocitat i, per tant, de l'abast: són tan efectius a 1000 metres com a 100 metres. Això és degut al fet que les closques HEAT no perden la capacitat de penetració a distància. La velocitat pot ser fins i tot zero en el cas que un soldat col·loqui una mina magnètica sobre la placa de blindatge d'un tanc. Una càrrega HEAT és més efectiva quan es detona a una certa distància òptima davant d'un objectiu, i els projectils HEAT se solen distingir per una sonda de punta llarga i prima que sobresurt davant de la resta del projectil i el detona a una distància correcta, per exemple, una bomba PIAT. Els projectils HEAT són menys efectius quan es giren, com quan es disparen des d'una arma de foc estriada.
Els projectils HEAT es van desenvolupar durant la Segona Guerra Mundial com una munició feta d'una càrrega explosiva amb forma que utilitza l'efecte Munroe per crear un corrent de partícules metàl·liques d'alta velocitat en un estat de superplasticitat, i s'utilitzava per penetrar el blindatge sòlid dels vehicles. Els projectils HEAT van causar una revolució en la guerra antitanc quan es van introduir per primera vegada a la darrera part de la Segona Guerra Mundial. Un sol soldat d'infanteria podia destruir eficaçment qualsevol tanc existent amb una arma de mà, alterant així dràsticament la naturalesa de les operacions mòbils. Durant la Segona Guerra Mundial, les armes que utilitzaven ogives HEAT eren conegudes com a armes amb càrrega buida o ogiva amb càrrega amb forma.
Les reclamacions de prioritat d'invenció són difícils de resoldre a causa d'interpretacions històriques posteriors, secretisme, espionatge i interès comercial internacional. Els caps de guerra de càrrega hueca van ser promoguts internacionalment per l'inventor suís Henry Mohaupt, que va exhibir l'arma abans de la Segona Guerra Mundial. Abans de 1939, Mohaupt va demostrar el seu invent a les autoritats d'artilleria britàniques i franceses. Durant la guerra, els francesos van comunicar la tecnologia al Departament d'Artilleria dels Estats Units, que va convidar Mohaupt als Estats Units, on va treballar com a consultor en el projecte bazooka. A mitjans de 1940, Alemanya havia introduït la primera munició HEAT disparada amb una arma de foc, la 7.5 cm disparats pel Kw. K.37 L/24 del tanc Panzer IV i el canó autopropulsat Stug III (7,5 cm Gr.38 Hl/A, edicions posteriors B i C). A mitjans de 1941, Alemanya va començar a produir granades de fusell HEAT, primer distribuïdes als paracaigudistes i, el 1942, a les unitats de l'exèrcit regular. El 1943 es van introduir el Püppchen, el Panzerschreck i el Panzerfaust. El Panzerfaust i el Panzerschreck o "terror dels tancs" donaven a l'infanteria alemanya la capacitat de destruir qualsevol tanc al camp de batalla de 50 a 150. m amb relativa facilitat d'ús i formació, a diferència del PIAT del Regne Unit.
La primera arma HEAT britànica que es va desenvolupar i comercialitzar va ser una granada de rifle que utilitzava una2 1⁄2 polzades (63,5 mm) llançador de copes a l'extrem del canó; la granada AT britànica núm. 68 lliurada a l'exèrcit britànic el 1940. El 1943, es va desenvolupar el PIAT; una combinació d'un cap de guerra HEAT i un sistema de llançament de morter de clavilla. Tot i que era feixuga, l'arma finalment va permetre a la infanteria britànica atacar blindatges a distància; les mines i granades magnètiques manuals anteriors els obligaven a apropar-se suïcidament. Durant la Segona Guerra Mundial, els britànics es referien a l'efecte Munroe com l' efecte de cavitat en explosius.